# S/y Nadir
s/y Nadir – obecnie najstarszy polski jacht żaglowy pływający w Polsce. Armatorem jednostki jest Jacht Klub AZS Szczecin.

## Historia i rejsy
Jacht został zbudowany w najprawdopodobniej w Szwecji około roku 1906, dokładne miejsce nie jest znane. Kadłub jednostki wykonano z drewna. Pierwotnie przystosowany do żeglugi przybrzeżnej (zatokowej). 
W roku 1949 przekazany szczecińskim żeglarzom akademickim dzięki staraniom dyrektora Państwowej Szkoły Morskiej w Szczecinie, Konstantego Matyjewicza-Maciejewicza. Obecną nazwę jachtu nadano w 1956 roku, pod koniec lat 50 XX w. jednostkę gruntownie przebudowano z zachowaniem klasycznego wyglądu i przystosowano do żeglugi morskiej.
Jednostka startowała w wielu regatach, zlotach i imprezach żeglarskich, brała udział m.in. w Międzynarodowych Regatach Przyjaźni, Etapowych Regatch Turystycznych, Regatach Czterech Zakątków, Regatach o Puchar Unity Line, w Dniach Morza w Szczecinie.